# Saint-Genès-la-Tourette
 Saint-Genès-la-Tourette  es una comuna y población de Francia, en la región de Auvernia, departamento de Puy-de-Dôme, en el distrito de Issoire y cantón de Sauxillanges.
Su población en el censo de 1999 era de 176 habitantes.
Está integrada en la Communauté de communes du Pays de Sauxillanges.

## Demografía
| 308 | 306 | 271 | 217 | 194 | 176 |
| Para los censos de 1962 a 1999 la población legal corresponde a la población sin duplicidades (Fuente: INSEE [Consultar]) |     |     |     |     |     |